# Aksou (rivière)
L'Aksou est une rivière d'Asie centrale d'une longueur de 282 km qui coule au Kirghizistan et dans la province du Xinjiang en Chine. Elle est un des cours d'eau qui constitue le Tarim.

## Source de la traduction
- (de) Cet article est partiellement ou en totalité issu de l’article de Wikipédia en allemand intitulé « Aksu (Tarim) » (voir la liste des auteurs).